# Koki Kumakura
Koki Kumakura (japanisch 熊倉 弘貴 Kumakura Koki; * 16. Mai 2002 in der Präfektur Niigata) ist ein japanischer Fußballspieler.

## Karriere
Koki Kumakura erlernte das Fußballspielen in der Schulmannschaft der Maebashi Ikuei High School sowie in der Universitätsmannschaft der Nihon-Universität. Seinen ersten Vertrag unterschrieb er am 1. Februar 2025 beim Yokohama FC. Der Verein aus Yokohama spielt in der ersten Liga, der J1 League. Sein Erstligadebüt gab Koki Kumakura am 26. Juni 2025 (22. Spieltag) im Auswärtsspiel gegen den FC Tokyo. Bei der 2:1-Niederlage wurde er in der 90.+10' Minute für Kōta Yamada eingewechselt.

## Sonstiges
Koki Kumakura ist der Zwillingsbruder von Kotatsu Kumakura.